# Nicolas Constantin Bicari
Nicolas Constantin Bicari (Montréal, 12 maggio 1991) è un pallanuotista canadese, di ruolo centroboa.
Dopo essere cresciuto nel club della sua città natale, esordisce nella pallanuoto professionistica nel 2012, quando viene acquistato dal Marsiglia in Francia. Dopo due stagioni in cui conquista un titolo francese, si trasferisce nel prestigioso campionato croato, al blasonato Jug Dubrovnik con cui ha l'occasione di disputare la Regional Liga, che vede il meglio della pallanuoto balcanica in un unico torneo. Ottiene il secondo posto, perdendo in finale dal Primorje. Lo stesso esito si ripete anche nel campionato croato e in LEN Champions League, con cui ottiene un ottimo 4º posto sconfitto ancora dal Primorje in semifinale e dai padroni di casa del Barceloneta nella finale per il terzo posto. Dopo una stagione con la calottina del club dalmata, ritorna al Marsiglia. Nel 2020 è finalista in Eurolega. Dal 2022 è nuovamente in Canada.

## Palmarès

### Club
- Campionato francese: 3

Marsiglia: 2012-13, 2015-16, 2016-17
- Coupe de France: 1

Marsiglia: 2012-13
- Coppe LEN: 1

Marsiglia: 2018-19
- Supercoppa LEN: 1

Ferencvaros: 2019
- Coppa d'Ungheria: 2

Ferencvaros: 2020, 2021
- Coupe de la Ligue: 1

Marsiglia: 2018

### Nazionale
- Giochi panamericani

Guadalajara 2011: 
Toronto 2015: